# علال القلدة (فلم)
علال القلدة هو فيلم دراما مغربي صدر سنة 2003، من إخراج محمد إسماعيل، وتأليف بنسالم حميش، وإنتاج القناة الثانية، وبطولة كل من رشيد الوالي، وسعيد باي، ونعيمة المشرقي، ومحمد البسطاوي، وأمل الأطرش. تدور الأحداث حول علال الذي يكافح للعيش بكرامة، وسط محيط من الفقر والبؤس.

## القصة
يحكي الفيلم قصة علال القلدة (رشيد الوالي) بائع متجول للخضر بإحدى الدواوير يعمل بجد، لكي يتمكن من اقتناء الأدوية الكافية لابنته اليتيمة المصابة بمرض مزمن، والتي ترعاها جدتها من أمها، ولسوء الأحوال المادية بالقرية وكذلك المشاكل العديدة التي وقعت له مع أصحاب المحلات بسوق القرية، يقرر علال الهجرة لمدينة الدار البيضاء حيث عمل كسائق شاحنة، وكله أمل في تحسن وضعيته المادية بعد أن وعده أحد أصدقائه (الحاج الصقلي) بالعمل في شركة ابنه العائد من كندا، فأصبح هذا مصدر أمل له.

## طاقم التمثيل
- رشيد الوالي بدور علال القلدة
- نعيمة المشرقي بدور هنية
- محمد البسطاوي بدور الشينوي
- سعيد باي بدور علي
- أمل الأطرش بدور رحمة
- عمر شنبوط بدور الورياغلي
- المحجوب الراجي بدور الحاج الصقلي
- عبد الرحيم المنياري بدور مجيد
- نفيسة الدكالي بدور الشيخة
- جواد السايح بدور الأحمق

## الجوائز
حاز الفيلم على جائزة أفضل إخراج والجائزة الذهبية لأفضل فيلم تلفزيوني بمهرجان القاهرة للإذاعة والتلفزيون.

## روابط خارجية
- علال القلدة على موقع قاعدة بيانات الأفلام العربية